# Calanthe englishii
Calanthe englishii är en orkidéart som beskrevs av Robert Allen Rolfe. Calanthe englishii ingår i släktet Calanthe och familjen orkidéer. Inga underarter finns listade i Catalogue of Life.